# كاثرين هوسكينز
كاثرين هوسكينز (بالإنجليزية: Katherine Hoskins)‏ هي كاتِبة وشاعرة أمريكية، ولدت في 25 مايو 1909 في إنديان هيد في الولايات المتحدة، وتوفيت في 26 مايو 1988.